# Pyrzany
Pyrzany (prononciation : [pɨˈʐanɨ]) est un village polonais de la gmina de Witnica dans le powiat de Gorzów de la voïvodie de Lubusz dans l'Ouest de la Pologne.
Il se situe à environ six kilomètres au sud-est de Witnica (siège de la gmina) et vingt-deux kilomètres au sud-ouest de Gorzów Wielkopolski (siège du powiat).
Le village avait une population de 287 habitants selon une estimation de 2011.

## Histoire
Avant 1945, ce village était sur le territoire allemand sous le nom de Pyrehne. (voir Évolution territoriale de la Pologne)
De 1975 à 1998, le village appartenait administrativement à la voïvodie de Gorzów.

Depuis 1999, il appartient administrativement à la voïvodie de Lubusz.